# Jazz (czasopismo)
Jazz – miesięcznik poświęcony muzyce, pierwsze pismo jazzowe ukazujące się w krajach demokracji ludowej. Miesięcznik powstał w 1956 r. pod redakcją Józefa Balceraka, który do połowy 1977 r. był jego redaktorem naczelnym. 
Początkowo redakcja pisma mieściła się w Gdańsku przy ul Wały Jagiellońskie 1, a jego wydawcą była Rada Okręgowa Zrzeszenia Studentów Polskich w Gdańsku. W styczniu 1963 roku redakcja przeniosła się do Warszawy, do gmachu opery przy Placu Zwycięstwa (obecnie Piłsudskiego) a wydawcą pisma zostało RSW Prasa-Książka-Ruch. W latach 70. siedziba redakcji znajdowała się w Warszawie przy Krakowskim Przedmieściu 21/23. Ostatnim jej adresem była Kredytowa 5/7.
W pierwszych latach istnienia pismo zajmowało się przede wszystkim popularyzacją muzyki jazzowej w Polsce. Obok kroniki wydarzeń oraz wieści ze świata, można w nim było znaleźć wywiady z polskimi i zagranicznymi artystami, relacje z imprez jazzowych w kraju i na świecie, recenzje płyt, prezentacje solistów i zespołów, eseje, polemiki a także nuty. Część publikacji stanowiły przekłady i opracowania artykułów z prasy zachodniej, m.in. z „Melody Maker”, „Jazz Podium”, „Down Beat”, „Jazz Magazine”.
Na łamach „Jazzu” publikowali wówczas m.in. Mateusz Święcicki, Lech Terpiłowski, Adam Sławiński, Andrzej Trzaskowski, Jan Ptaszyn Wróblewski, Andrzej Kurylewicz, Jan Borkowski, Andrzej Ciążyński. Funkcję popularyzatorską wspierały dodatkowe działania, jak powołanie w 1959 r. Klubu Przyjaciół Jazzu, losowanie wśród czytelników zachodnich płyt jazzowych, których nie można było kupić w Polsce oraz publikowanie na łamach pisma ogłoszeń czytelników poszukujących kontaktu z innymi miłośnikami muzyki jazzowej.
W połowie lat 60. wprowadzono do „Jazzu” stałą, kilkustronicową rubrykę „Rytm i piosenka”, poświęconą muzyce pop i rock. W latach 70. tematyka rockowa stała się integralną częścią czasopisma. Pisali o niej m.in. Wiesław Weiss, Wiesław Królikowski, Jerzy A. Rzewuski, Marek Wiernik, Janusz Mechanisz, Aleksander J. Rowiński, Kamil Sipowicz, Janusz Popławski, a pismo było jednym z nielicznych wówczas źródeł wiedzy o muzyce rockowej ukazujących się w Polsce.
W latach 70. stałym współpracownikiem „Jazzu” był również Jacek Kleyff redagujący rubrykę „Co przyniosłeś?” poświęconą Salonowi Niezależnych.
W styczniu 1980 r. do nazwy czasopisma dodano „Magazyn Muzyczny”. Od połowy 1981 roku, z powodu kryzysu gospodarczego i związanych z tym problemów z papierem, pismo ukazywało się co kwartał.
W latach 80. muzyka jazzowa traciła na popularności. W Polsce nastąpił boom muzyki rockowej cieszącej się ogromną popularnością wśród młodego pokolenia. W 1983 r. ukazał się pierwszy numer kolorowego dwumiesięcznika (od roku 1986 miesięcznika) „Magazyn Muzyczny Jazz”. Jego redaktorem naczelnym został Marian Butrym a główną tematyką pisma stała się muzyka rockowa. Periodyk przekształcono z fachowego czasopisma dla melomanów w kolorowy magazyn drukowany z myślą o młodzieży. 
W kolejnym roku usunięto z nazwy słowo „Jazz” i choć numery kolejnych wydań „Magazynu Muzycznego” uwzględniały wszystkie wcześniejsze wydania „Jazzu”, trzon zespołu redakcyjnego tworzyli ci sami dziennikarze, a redakcja mieściła się pod tym samym adresem, należy uznać go za zupełnie nowe czasopismo. Jego ostatni numer ukazał się w październiku 1991 r. W tym samym roku część dawnych redaktorów „Jazzu” i „Magazynu Muzycznego” stworzyła miesięcznik „Tylko Rock”.